# Wilhelm Bayer (Bibliothekar)
Wilhelm Bayer (* 16. Juni 1901 in Aachen; † 13. März 1964 in Aachen) war ein deutscher Bibliothekar.

## Wirken
Nach seiner Reifeprüfung am Gymnasium in Aachen studierte Wilhelm Bayer Geschichte, Germanistik und Orientalistik sowie Ethnologie an der Universität Bonn, wo er 1924 im Fach Ägyptologie promoviert wurde. Nach einem Studienaufenthalt in Rom (1924/25) begann er 1925 seine bibliothekarische Tätigkeit an der Stadtbibliothek Aachen, wo er die Bestände des Aachener Zeitungsmuseums katalogisierte. Er wechselte 1929 an die Preußische Staatsbibliothek bzw. die Deutsche Bücherei in Leipzig. Seit 1929 war er dann wieder an der Stadtbibliothek Aachen beschäftigt, deren kommissarischer Leiter er 1946 wurde. Ab 1948 leitete er diese Bibliothek als Direktor, außerdem war er nebenamtlich Leiter der Staatlichen Büchereistelle für den Regierungsbezirk Aachen. Außerdem wirkte er in verschiedenen bibliothekarischen Gremien, so im Verein Deutscher Volksbibliothekare (Landesgruppe Nordrhein-Westfalen) und im Kuratorium des Bibliothekar-Lehrinstitut des Landes Nordrhein-Westfalen (1958 bis 1964) sowie als stellvertretender Vorsitzender des Aachener Geschichtsvereins.

## Schriften
- Die Religion der ältesten ägyptischen Inschriften. In: Anthropos, Bd. 20 (1925), S. 1093-1121,  Bd. 22 (1927), S. 404-429, Bd. 22 (1927), S. 889-910,   Bd. 23 (1928), S. 511-537, (Dissertation Universität Bonn).
- Ausbildungsfragen im mittleren Dienst. Die Köln-Hamburger Regelung. In: Hermann Tiemann (Hrsg.): Probleme des Wiederaufbaus im wissenschaftlichen Bibliothekswesen. Hansischer Gildenverlag, Hamburg 1947, S. 120–122.
- Aachen, Kornelimünster und die Reichenau in karolingischer Zeit. In: Aachen zum Jahre 1951 (= Rheinischer Verein für Denkmalpflege und Heimatschutz, Bd. 1951) Gesellschaft für Buchdruckerei, Neuss 1951, S. 54–59.
- Aufgaben und Probleme der allgemeinwissenschaftlichen Bibliotheken in Industriebezirken. In: Zeitschrift für Bibliothekswesen und Bibliographie, Bd. 2 (1955), S. 292–307.
- Neues Schrifttum zur Aachener Geschichte. In: Zeitschrift des Aachener Geschichtsvereins, Bd. 68 (1956), S. 445–455.
- (Mitautor): Viktor Zifreund (Hrsg.): Ziele und Wege bibliothekarischer Bildung. Festgabe zum 65. Geburtstag von Johannes Langfeldt. Greven, Köln 1958.
- Berufsbild und Ausbildungsrichtlinien für Bibliotheksgehilfen/Büchereigehilfen. In: Mitteilungsblatt / Verband der Bibliotheken des Landes Nordrhein-Westfalen, Bd. 1960, S. 87–92.
- Enzyklopädie der 195000 Bände. Die Stadtbibliothek Aachen – Typus einer wissenschaftlichen Bibliothek. In: Aachen. Bilder und Berichte, H. 7 (1962), S. 27–31.